# Foulsham
Foulsham är en ort och civil parish i Storbritannien.   Den ligger i grevskapet Norfolk och riksdelen England, i den sydöstra delen av landet, 160 km nordost om huvudstaden London. Foulsham ligger 39 meter över havet och antalet invånare är 860.
Terrängen runt Foulsham är platt. Runt Foulsham är det ganska tätbefolkat, med 116 invånare per kvadratkilometer. Närmaste större samhälle är East Dereham, 12,1 km söder om Foulsham. Trakten runt Foulsham består till största delen av jordbruksmark.